# Guillaume Budé
Guillaume Budé (francouzsky: [ɡijom byde]; latinsky Guilielmus Budaeus; 26. ledna 1467 Paříž – 20. srpna 1540 Paříž) byl francouzský učenec a humanista. Podílel se na založení Collegia Trilingue, které se později transformovalo v Collège de France. Byl také prvním správcem královské knihovny v paláci ve Fontainebleau, která byla později přesunuta do Paříže, kde se z ní stala Bibliothèque nationale de France. Byl též francouzským velvyslancem v Římě, u Julia II. a později u Lva X. Největší věhlas mu získalo jeho pojednání o starověkých mincích a mírách De Asse et Partibus Eius (1514). Byl také autorem Annotationes in XXIV. libros Pandectarum (1508), které měly velký vliv na studium římského práva, a Commentarii linguae Graecae (1529), rozsáhlé sbírky lexikografických poznámek, která významně přispěla ke studiu řecké literatury ve Francii. Svá díla psal latinsky, někdy též řecky. Erasmus Rotterdamský, s nímž si dopisoval, ho nazval "divem Francie". Přiměl francouzského krále Františka I., aby se zdržel zákazu tisku ve Francii. Podle mnohých náznaků byl tajným protestantem, jeho manželka zcela jistě. Během Bartolomějské noci byli členové jeho rodiny nuceni uprchnout z Francie. Někteří se uchýlili do Švýcarska, zatímco jiní se usadili ve Švédských Pomořanech - k jeho potomkům zde patřil i teolog a filozof Johann Franz Buddeus.